# Spunk
Spunk was een Nederlands webzine en uitgeverij voor en door jongeren tussen de 18 en 25 jaar oud.

## Geschiedenis
Het online magazine werd in 2001 opgericht door uitgever Frank Bierens en (voormalig) hoofdredacteur Erwin van der Zande. Het initiatief ontstond uit onvrede over de bestaande jongerenbladen, waarin jongeren zich volgens de oprichters niet meer konden herkennen. In 2005 was de 21-jarige Jan Hoek hoofdredacteur.
Op 1 september 2003 ging Spunk een alliantie aan met NRC Handelsblad, waarmee Spunk.nl het online jongerenmagazine van NRC.nl werd. Niettemin bleef Spunk een zelfstandige en redactioneel onafhankelijke uitgave. In 2007 vertrok Spunk bij NRC.
Op 1 juli 2004 ging Spunk onder de naam Spunk Boeken een samenwerkingsverband aan met Vassallucci. In 2005 vertrok Spunk weer bij Vassallucci.
Later sloot ook uitgever Rothschild & Bach zich aan. Meerdere medewerkers van Spunk hebben een boek uitgebracht bij Spunk Boeken, zoals Raoul de Jong (die voor Stinknegers de Dick Scherpenzeel Prijs won), Hannah Buenting, Wiegertje Postma, Hadjar Benmiloud, Renske de Greef en Jan Hoek (samen met De Greef).
In 2005 ging Spunk een samenwerkingsverband aan met Radiozender Kink FM. In Oeverloos, het interviewprogramma van Kink FM, was vanaf 6 november 2005 iedere zondag een column van een Spunk-medewerker te horen. 
In 2006 begon Spunk met een dagelijks (op werkdagen) internetjournaal van vijf minuten, As The World Spunks, met presentatoren Wieger Windhorst en Gwen Pol. Het journaal werd in maart 2007 bekroond met een Dutch Bloggie voor beste videolog, en in 2008 opnieuw met een Dutch Bloggie voor de beste Sport/Entertainment/fun-blog.